# Atlantická meridionální cirkulace

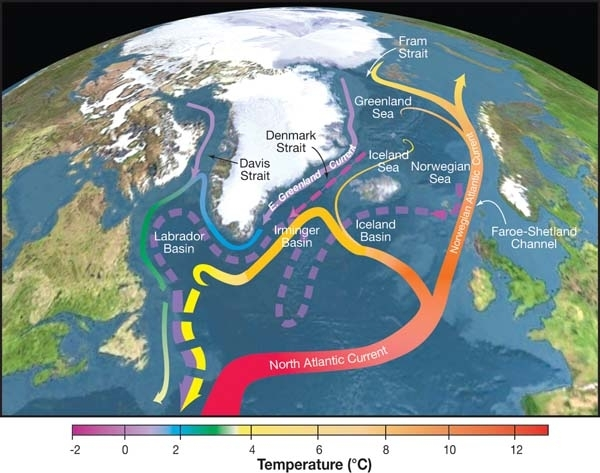
Topografická mapa severních moří a subpolárních pánví s povrchovými proudy (plné křivky) a hlubinnými proudy (přerušované křivky), které tvoří část atlantická meridionální cirkulace. Barvy křivek udávají přibližné teploty.

Atlantická meridionální cirkulace (Atlantic meridional overturning circulation, AMOC) je součástí globálního termohalinního výměníku v oceánech a je zónově integrovanou složkou povrchových a hlubinných proudů v Atlantském oceánu. Je charakterizována prouděním teplé, slané vody v horních vrstvách Atlantiku směrem na sever a prouděním chladnějších, hlubokých vod směrem na jih. Tyto „větve“ jsou spojeny oblastmi převracení v Severním a Labradorském moři a v Jižním oceánu, i když rozsah převracení v Labradorském moři je sporný. AMOC je důležitou součástí klimatického systému Země a je výsledkem působení atmosférických i termohalinních faktorů.
Změna klimatu může oslabit AMOC v důsledku zvýšení obsahu tepla v oceánech a zvýšených toků sladké vody z tajících ledovců. Oceánografické rekonstrukce obecně naznačují, že AMOC je již nyní slabší než před průmyslovou revolucí. Ale za posledních 60 let k poklesu cirkulace pravděpodobně nedošlo. Současně se vedou rozsáhlé diskuse o úloze klimatických změn v porovnání se stoletou a tisíciletou proměnlivostí cirkulace. Klimatické modely shodně předpokládají, že AMOC bude v průběhu 21. století dále slábnout, což by mohlo ovlivnit průměrnou teplotu v oblastech, jako je Skandinávie a Británie, které jsou ohřívány severoatlantickým driftem. Slábnutí AMOC by také urychlilo vzestup hladiny oceánů v okolí Severní Ameriky a snížilo primární produkci v severním Atlantiku.
Výrazné oslabení AMOC může způsobit naprostý kolaps cirkulace, který by nebyl snadno zvratitelný a představoval by tak jeden z bodů zvratu klimatického systému. Úplné zastavení by mělo mnohem větší dopady než zpomalení. Ovlivněny by byly mořské i některé suchozemské ekosystémy: snížila by se průměrná teplota a srážky v Evropě, což by snížilo zemědělskou produkci v regionu, a mohl by mít podstatný vliv na extrémní projevy počasí. Modely zemského systému používané v rámci projektu Coupled Model Intercomparison Project naznačují, že zastavení je pravděpodobné až poté, co se vysoká úroveň oteplování udrží i po roce 2100, ale někteří vědci je kritizovali za to, co považovali za přílišnou stabilitu, a řada studií s nižší složitostí tvrdí, že ke kolapsu může dojít podstatně dříve. Jedna z těchto méně komplexních prognóz naznačuje, že ke kolapsu AMOC by mohlo dojít kolem roku 2057, ale mnoho vědců je k tomuto tvrzení skeptických. Na druhou stranu paleoceánografický výzkum naznačuje, že AMOC může být ještě stabilnější, než předpovídá většina modelů. Modely ukazují, že případný kolaps AMOC by způsobil, že se například průměrná roční teplota ve Vídni díky této změně sníží přibližně o 3 °C a to především v zimě. To by tak zde přibližně kompenzovalo efekt globálního nárůstu teplot, který je na pevnině větší.

## Celková struktura

AMOC ve vztahu ke globální termohalinní cirkulaci [ (animace)

Atlantická meridionální cirkulace (AMOC) je součástí globální termohalinního výměníku v oceánech a je zónově integrovanou složkou povrchových a hlubinných proudů v Atlantském oceánu. Všeobecná termohalinní cirkulace je vzorec proudění vody ve světových oceánech. Teplá voda proudí podél hladiny, dokud nedosáhne jednoho z několika zvláštních míst v blízkosti Grónska nebo Antarktidy. Tam voda klesá a pak se po stovky let plazí po dně oceánu v hloubce několika kilometrů a postupně stoupá v Tichém a Indickém oceánu. Severní povrchové proudění přenáší značné množství tepelné energie z tropů a jižní polokoule směrem k severnímu Atlantiku, kde se teplo ztrácí do atmosféry v důsledku silného teplotního gradientu. Při ztrátě tepla se voda stává hustší a klesá. Toto zhuštění spojuje teplé povrchové rameno se studeným hlubokým zpětným ramenem v oblastech konvekce v Severním a Labradorském moři. Větve jsou také propojeny v oblastech vzdouvání, kde divergence povrchových vod způsobuje Ekmanovo sání a vzestupný tok hluboké vody.
AMOC se skládá z horní a dolní větve. Horní větev se skládá ze severního povrchového toku, jakož i z jižního zpětného toku severoatlantické hlubinné vody (NADW). Spodní větev představuje severní proudění husté antarktické spodní vody (AABW) – která omývá hlubinný oceán.
AMOC významně ovlivňuje hladinu moře v severním Atlantiku, zejména podél severovýchodního pobřeží Severní Ameriky. Výjimečné oslabení AMOC v zimě 2009–2010 se podílelo na nebezpečném vzestupu mořské hladiny o 13 cm podél pobřeží New Yorku.
Mohou existovat dva stabilní stavy AMOC: silná cirkulace (jak je vidět v posledních tisíciletích) a režim slabé cirkulace, jak naznačují modely obecné cirkulace mezi atmosférou a oceánem a modely systémů Země střední složitosti. Řada modelů zemského systému však tuto bistabilitu neidentifikuje.

## Účinky na klima
Čistý přenos tepla v Atlantiku směrem na sever je mezi světovými oceány jedinečný a je příčinou relativního oteplení severní polokoule. AMOC přenáší na 26,5° severní šířky průměrně výkon přibližně 1,3 PW. AMOC přenáší až 25 % globálního přenosu tepla mezi atmosférou a oceánem na severní polokouli směrem na sever. Obecně se má za to, že to zlepšuje klima v severozápadní Evropě, i když tento efekt je předmětem diskusí.
Kromě toho, že AMOC funguje jako tepelné čerpadlo a chladič pro vysoké zeměpisné šířky, je největším propadlištěm uhlíku na severní polokouli, sekvestruje přibližně 0.7 Gt uhlíku za rok. Tato sekvestrace uhlíku má významné důsledky pro vývoj antropogenního globálního oteplování – zejména s ohledem na nedávný a předpokládaný budoucí pokles síly AMOC.

### Termohalinní cirkulace a sladká voda

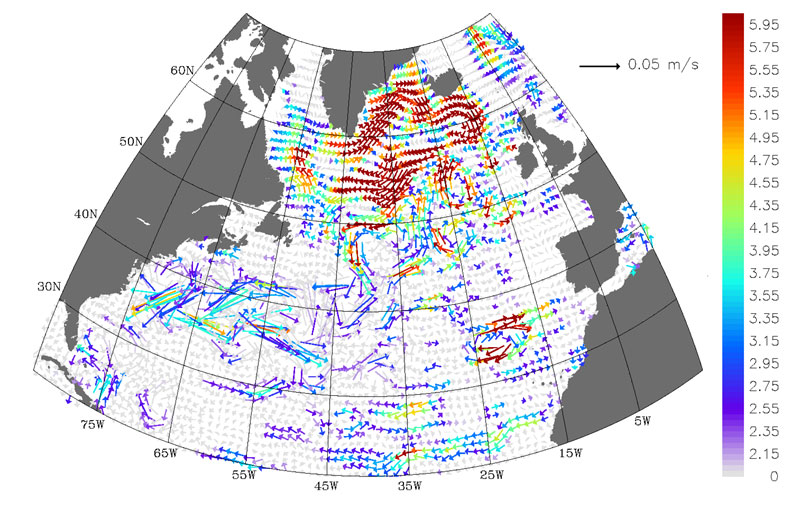
Červený konec spektra ukazuje zpomalení v této prezentaci trendu rychlostí odvozených z dat výškoměru NASA Pathfinder od května 1992 do června 2002. Zdroj: NASA.

Teplo je přenášeno od rovníku k pólům většinou atmosférou, ale také mořskými proudy, přičemž teplá voda je blízko povrchu a studená voda v hlubších úrovních. Nejznámějším segmentem této cirkulace je Golfský proud, větrem poháněný mořský proud, který dopravuje teplou vodu z Karibiku na sever. Severní větev Golfského proudu, North Atlantic Drift, je součástí termohalinní cirkulace (THC), která přenáší teplo dále na sever do severního Atlantiku, kde jeho vliv na oteplování atmosféry přispívá k oteplování Evropy.
Odpařování oceánské vody v severním Atlantiku zvyšuje salinitu vody a také ji ochlazuje, přičemž obě akce zvyšují hustotu vody na povrchu. Tvorba mořského ledu dále zvyšuje slanost a hustotu, protože sůl je vyvrhována do oceánu. Tato hustá voda pak klesá a cirkulační proud pokračuje jižním směrem. Nicméně, AMOC je řízeno rozdíly v teplotě oceánu a slanosti. Sladká voda však snižuje slanost oceánské vody a prostřednictvím tohoto procesu zabraňuje potápění chladnějších vod. Tento mechanismus možná způsobil teplotní anomálii studeného povrchu oceánu, která je v současnosti pozorována poblíž Grónska.
Globální oteplování by mohlo vést ke zvýšení množství sladké vody v severních oceánech, táním ledovců v Grónsku a zvýšením srážek, zejména v sibiřských řekách.
Studie Floridského proudu naznačují, že Golfský proud s ochlazováním slábne a byl nejslabší (o ~ 10 %) během malé doby ledové.

### Související stránky
- Klimatická bezpečnost
- Anoxická událost
- Mladší Dryas